# Religión matriarcal

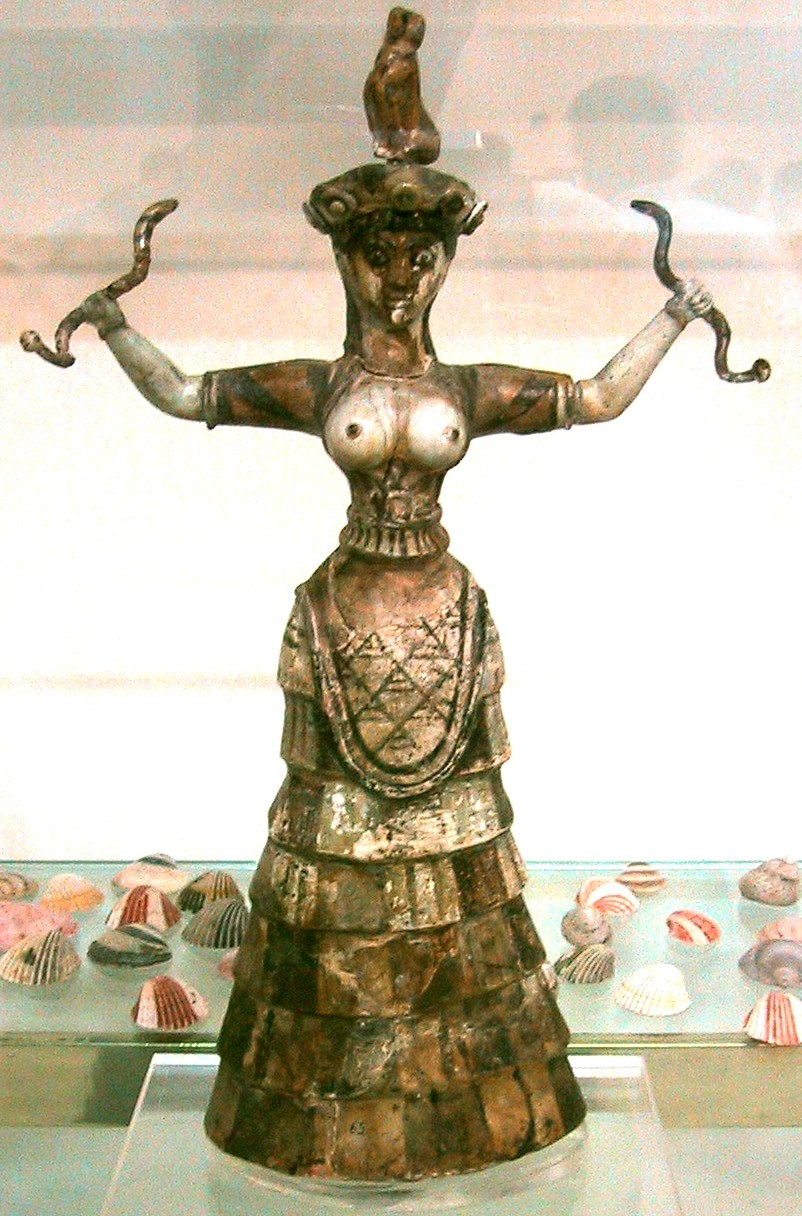
Imagen de estatuilla que representa a una diosa-serpiente.

Una religión matriarcal es una religión que se centra en la Diosa o en una o varias diosas. 
El término se utiliza más a menudo para referirse a las teorías de las religiones matriarcales prehistóricas que fueron propuestos por estudiosos como Johann Jakob Bachofen, Jane Ellen Harrison y Marija Gimbutas  y más tarde popularizado por la segunda ola del feminismo. En el siglo XX, se reavaron estas prácticas con el movimiento de la Diosa.